# Stor-Salutjärnen
Stor-Salutjärnen är en sjö i Nordmalings kommun i Ångermanland och ingår i Lögdeälven-Husåns kustområde.